# 屈哈爾彭巴赫河

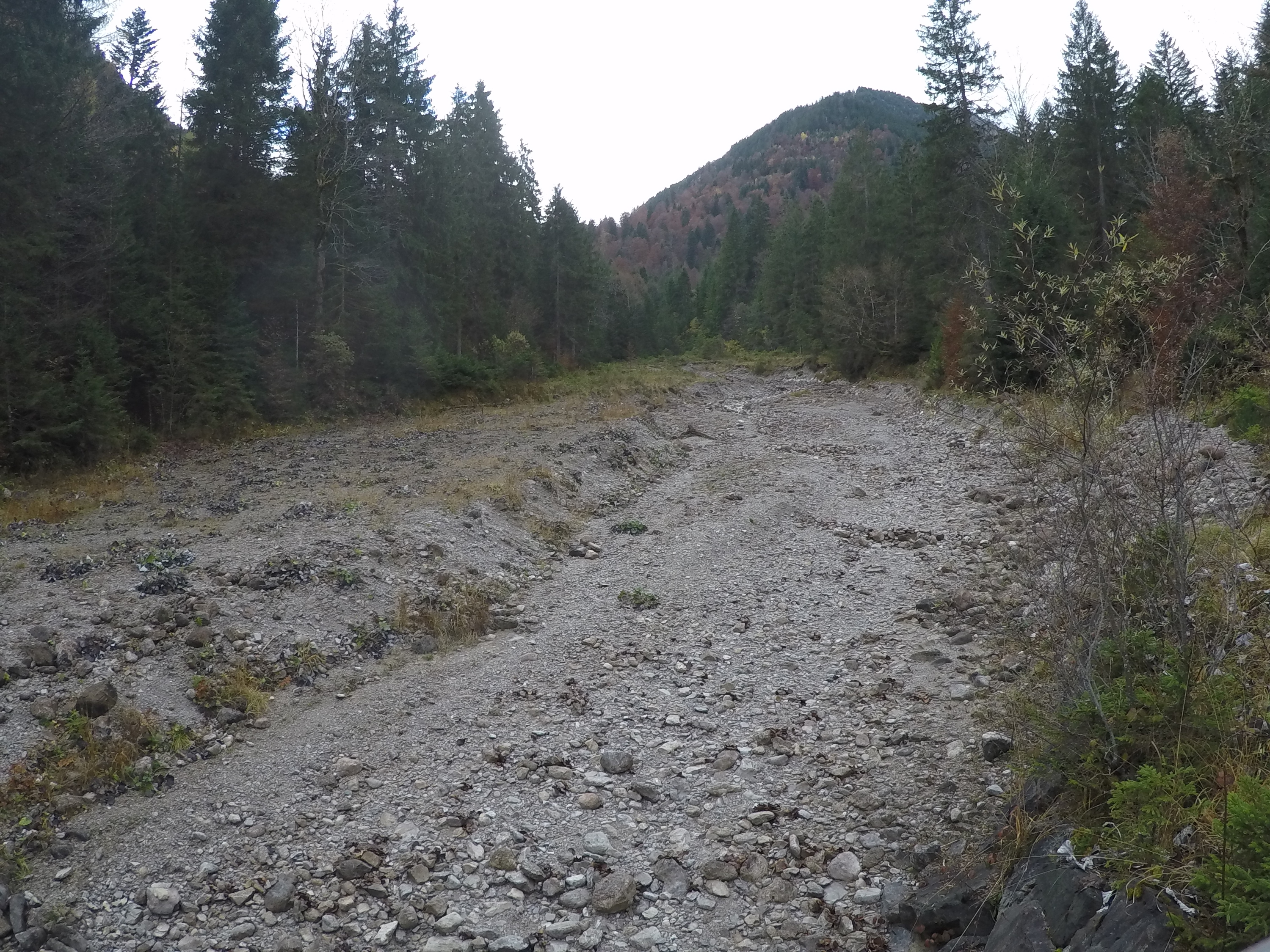

47°34′15″N 11°02′45″E / 47.57085°N 11.04574°E
屈哈爾彭巴赫河（德語：Kühalpenbach），是德國的河流，位於該國東南部，由巴伐利亞負責管轄，屬於林德河的支流，河道全長5公里，流域面積10平方公里，發源自金約赫山東坡。